# Raúl González Triana
Raúl Valentin González Triana (Cuba, 14 febbraio 1968) è un allenatore di calcio cubano.

## Carriera
Dal 2006 al 2007, dal 2008 al 2012 e dal 2015 ha allenato la Nazionale cubana.